# Konstantinas Sirvydas

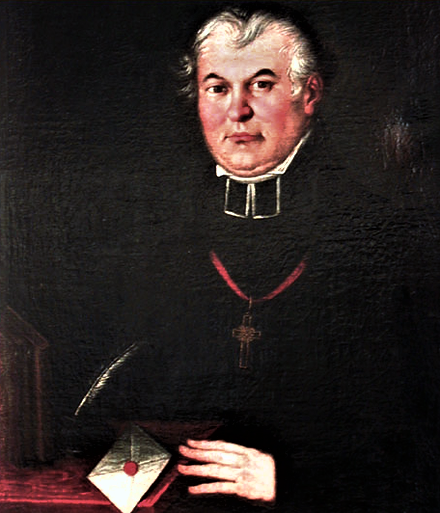
Konstantinas Sirvydas

Konstantinas Sirvydas (* 1579 in Troškūnai; † 8. August 1631 in Vilnius) war ein litauischer Autor und Lexikograph.

## Leben
Sirvydas besuchte die Jesuitenschulen in Vilnius, Tartu, Riga und Njaswisch und studierte im Anschluss in Pultusk und Vilnius. Dort promovierte er zum Professor für Sprachwissenschaften und war insgesamt über 10 Jahre dort tätig. Ab 1612 lehrte er an der Vilniaus universitetas und predigte in der St. Jonas-Kirche.
Das Schrifttum in der litauischen Sprache festigte im 16. und 17. Jahrhundert durch Konstantinas Sirvydas seine Position. Um 1620 veröffentlichte er das Dictionarium trium linguarum, das erste gedruckte litauische Wörterbuch. Sirvydas war maßgeblich an der Ausbildung und Bereicherung der litauischen Sprache beteiligt und blieb bis ins 19. Jahrhundert ohne Konkurrenz. Im Jahr 1629 schrieb er das Buch Punktai sakymu, eine Bibelübersetzung in litauischer Sprache. 
Konstantinas Sirvydas starb 1631 an Tuberkulose.

## Schriften
- Dictionarium trium linguarum
- Punktai sakymu